# Leonard Sachs
Leonard Meyer Sachs (Roodepoort, 26 de setembro de 1909 - Londres, 15 de junho de 1990) foi um actor inglês, nascido no Sul de África.

## Juventude e carreira
Sachs nasceu no Sul de África na cidade de Roodepoort, Transvaal (agora Gauteng). Teve vários papéis em televisão e filmes entre os anos 30 e 80, incluindo Mowbray na versão de 1950 de Richard II , John Wesley no filme de 1954 do mesmo nome e Lord Mount Severn em East Lynne de 1976.
Fundou um Teatro de Música Clássica, chamado Players'Theatre, em Villiers Street, Londres. Apareceu como presidente da Leeds City Varieties na série de longa duração The Good Old Days, que esteve no ar de 1953 a 1983, e ficou conhecido pelas suas introduções elaboradas das suas interpretações. Sachs foi homenageado num episódio de 1977 de This is Your Life.
Sachs apareceu em Danger Man com Patrick McGoohan. Teve duas aparições na série de ficção científica Doctor Who; como Admiral Gaspard de Coligny em The Massacre of St Bartholomew's Eve em 1966 e como Lord Presidente Borusa em Arc of Infinity em 1983.

## Vida pessoal
Casou com a actriz Eleanor Summerfield em 1947. Tiveram dois filhos, o actor Robin Sachs e Toby Sachs. Foi multado em £75 em 1984 por importunar um homem com uma proposta imoral.
Sachs morreu em Londres aos 80 anos de idade.

## Filmografia selecionada
- John Wesley (1954)
- The Gamma People (1956)
- After the Ball (1957)
- Man from Tangier (1957)
- Face in the Night (1957)
- The Man Who Wouldn't Talk (1958)
- The Siege of Sidney Street (1960) (uncredited)
- Beyond the Curtain (1960)
- The Dover Road Mystery (1960)
- Five Golden Hours (1961)
- Konga (1961)
- Taste of Fear (1961)
- Pit of Darkness (1961)
- Bomb in the High Street (1961)
- She Knows Y'Know (1962)
- The Amorous Adventures of Moll Flanders (1965)
- Thunderball (1965)
- Once Is Not Enough (1975)